# Міжнародний день ромів

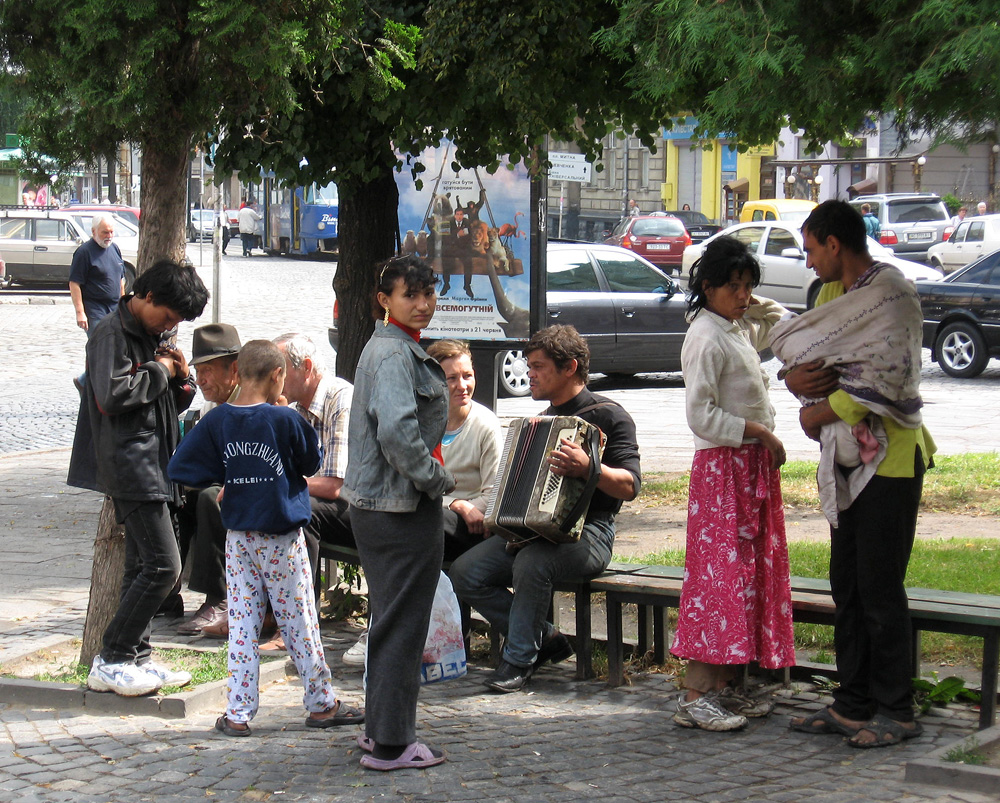
Циган на вулицях Львова

Міжнаро́дний день циган — міжнародне свято циганського народу. Встановлене на IV-му Всесвітньому конґресі ромів, що відбувся 1990 р. у Сероцьку (Польща). Метою свята є самоідентифікація ромської етнічної групи як єдиного народу, привернення уваги до самобутньої культури та історії етносу ромá та 80 ромських субетносів, подолання дискримінації, утисків та відчуження циганів. Відзначається 8 квітня. Свято приурочене до дня проведення I-го Всесвітнього конґресу ромів у Лондоні 1971 р. та дня циганського свята у Трансильванії — «дня коней» (свята, коли коней виводили з їхніх зимових стаєнь та прикрашали вінками).
Цього дня, за традицією, роми у певний час запалюють на вулицях свічки, як символ єдності циганського народу, та спускають на воду річок вінки, що має символізувати нелегку долю народу — вічного блукальця без історичної батьківщини.
За підрахунками експертів Ради Європи, на території 47 країн — членів цієї організації нині проживає від 8 до 12 мільйонів циган. У Румунії, Болгарії, Угорщині, Сербії, Словаччині, Македонії кількість циганського населення сягає майже 10 %. Протягом усієї історії свого співіснування з народами тих країн, де традиційно мешкали осідлі роми, циганські сім'ї завжди були надзвичайно бідними. Саме серед них був найвищий рівень безробіття, неписьменності, а середньостатистична тривалість життя циган і зараз приблизно на десять років менша, ніж у їхніх співгромадян інших національностей.
Як стверджує звіт Amnesty International «„Ми просимо справедливості“: неспроможність Європи захистити ромів від расистського насильства», який опублікований 8 квітня 2014 року, дискримінація, примусові виселення, сегрегація та освіта, нижча від визнаних стандартів, є звичайними явищами в багатьох країнах. Європейські держави не в змозі приборкати, а в деяких випадках навіть підігрівають дискримінаційні настрої, залякування і насильство щодо ромів. Зокрема, чеські футболісти часом не хочуть грати із циганськими гравцями. У румунському місті Бая-Маре стоїть мур, який відділяє ромську дільницю від решти міста, а бургомістр, котрий відмовився знести стіну, має велику підтримку серед мешканців. В Словаччині такі ж стіни в останні роки з'явилися у кільканадцятьох місцевостях. Мешканці говорять, що цигани, зокрема, жебракують, крадуть електроенергію та не платять за послугу використання води.
За даними Всеукраїнського перепису 2001 року, чисельність ромської спільноти в Україні становить 47,6 тис. осіб (0,1 відсоток населення країни), проте ромські неурядові організації називають кількість від 150 до 400 тис. Найбільшими місцями компактного поселення ромів є: Закарпатська — близько 14,5 тис. ромів (до 30 відсотків українських циганів), Одеська, Полтавська, Черкаська, Донецька, Дніпропетровська, Харківська та Чернівецька області. Соціально-економічне становище циган в Україні є значно гіршим у порівнянні з іншими громадянами країни в цілому. Проблеми циганів України зумовлені комплексом соціально-економічних причин: їх освітній рівень залишається найнижчим, що зумовлює високий рівень безробіття (більш ніж 54 % циган не мають роботи), лише 3,5 % циган отримують пенсії. Чверть циганського населення ніколи не відвідувала школи, стільки ж людей не мають ідентифікаційних документів, майже 80 % циган так чи інакше стикались, по відношенню до себе, з дискримінаційним поводженням з боку органів державної влади. Згідно з моніторингом Інституту соціології НАН України в українському суспільстві спостерігається тенденція зниження толерантності до циган. Якщо у 2002 році бачити у своїй родині або мати приятеля ромської національності були готові 11 % сімей, то станом на початок 2012 року цей показник впав до 4 %. За рік війни на сході України за даними Управління Верховного комісара ООН у справах біженців, що ґрунтуються, в свою чергу, на відомостях, отриманих від ромських неурядових організацій України, кількість циган, які залишили місця колишнього проживання в зоні бойових дій, оцінюється приблизно в 6 000 осіб. Цигани, які виїхали із зони АТО на територію Росії, відчувають подвійну дискримінацію — як представники циганської меншини і як біженці з України. Станом на квітень 2015 року понад 55 % ромів — переселенців в інші регіони України не зареєструвались як внутрішньо переміщені особи через страх конфіскації їх майна міліцією чи іншими органами влади. Також люди бояться бути затриманими та підданими жорстокому поводженню з боку правоохоронних органів через відсутність документів.
У 2003—2006 рр. в Україні (вперше на пострадянському просторі) реалізовувалась (хоча і в дуже неповному обсязі) «Програма державної підтримки національно-духовного відродження ромів до 2006 року», спрямована на інтеграцію ромської громади до українського суспільства. Вступив у дію наказ Міністерства охорони здоров'я від 19 листопада 2003 р. № 535 у частині організації медично-санітарного забезпечення ромського населення. На Закарпатті діяла обласна цільова програма «Ромське населення» на 2003—2006 роки.
20 лютого 2008 р. Комітет міністрів Ради Європи прийняв Рекомендацію № Rec(2008)5, у якій були визначені параметри загальної політики щодо ромів і кочівників у Європі. Урядам держав-членів було рекомендовано вирішувати питання інтеграції ромів через прийняття комплексних національних та місцевих стратегій, які мають ґрунтуватись на ретельному дослідженні й оцінці потреб циганських громад, та забезпеченні їх виконання відповідними матеріальними й організаційними ресурсами. У розвиток цієї Рекомендації 20 жовтня 2010 р. Комітет міністрів Ради Європи ухвалив Страсбурзьку декларацію щодо ромів, у якій викладені основні принципи та пріоритети роботи Ради Європи у захисті основоположних прав і свобод циган. Серед них — недопущення дискримінації; надання громадянства; дотримання прав жінок і дітей; повноправна участь у житті суспільства; соціальна інтеграція; працевлаштування; охорона здоров'я; житло; інклюзивна освіта; культура; боротьба з торгівлею людьми; поліпшення доступу до правосуддя тощо. Відповідно до Страсбурзької декларації Рада Європи мала реалізувати свої наміри через впровадження Європейської тренінгової програми для ромських посередників (ROMED), метою якої було встановлення міжкультурного посередництва між ромськими громадами та державними центральними та місцевими органами влади. Страсбурзька декларація щодо ромів Верховною Радою України є не ратифікованою.
План дій Ради Європи для України на 2011—2014 роки. «Партнерство заради реформ» передбачав реалізацію в Україні заходів з «забезпечення ефективної соціальної інтеграції ромів: розробки та прийняття комплексного національного плану для ромів в Україні і забезпечення інструментарію для її здійснення, включаючи навчальну програму для ромів посередників (ROMED) та інформаційно-просвітницькі заходи („Dosta!“)» (Проект 1.3.3).
З метою захисту та інтеграції в українське суспільство циганської національної меншини Указом Президента України від 8 квітня 2013 р. № 201/2013 схвалена Стратегія захисту та інтеграції в українське суспільство циганської національної меншини на період до 2020 року.
Розпорядженням Кабінету Міністрів України від 11 вересня 2013 р. № 701-р затверджений план заходів щодо реалізації цієї Стратегії. Водночас, ефективність реалізації зазначеного плану заходів після його прийняття залишається під питанням. Причиною цьому є як недоліки самого плану, так і відсутність реалістичної
офіційної статистики щодо циган, що значною мірою ускладнює як належний рівень ідентифікації проблем, так і їхнє належне вирішення з боку органів державної влади.